# Черноусый виреон
 Черноусый виреон, или белобровый виреон (лат. Vireo altiloquus), — вид воробьинообразных птиц из семейства виреоновых.

## Распространение
Частично перелётные птицы. Они размножаются в южной части Флориды (США) и в Вест-Индии вплоть до островов у побережья Венесуэлы. При этом птицы из северной части ареала зимуют на Больших Антильских островах и в северной части Южной Америки. Изредка регистрируются залёты в Коста-Рику.

## Описание
Длина тела 14—15 см. Размах крыльев 25 см, масса 17—19 г. У этих птиц толстые сине-серые ноги и крепкий клюв.

## Биология
В кладке 2—3 белых яйца.
МСОП присвоил виду охранный статус LC.